# El Ojo de Agua, Tamaulipas
El Ojo de Agua är en ort i Mexiko.   Den ligger i kommunen Gómez Farías och delstaten Tamaulipas, i den centrala delen av landet, 400 km norr om huvudstaden Mexico City. El Ojo de Agua ligger 120 meter över havet och antalet invånare är 318.
Terrängen runt El Ojo de Agua är varierad. Runt El Ojo de Agua är det glesbefolkat, med 13 invånare per kvadratkilometer. Närmaste större samhälle är Xicoténcatl, 19,3 km öster om El Ojo de Agua. Omgivningarna runt El Ojo de Agua är en mosaik av jordbruksmark och naturlig växtlighet.